# Njarðvík
Njarðvík je rybářské město na poloostrově Reykjanes, na jihozápadě Islandu, nedaleko města Keflavík, v obci Reykjanesbær. V roce 2009 zde žilo 4400 obyvatel. Obec se skládá ze dvou částí; Innri Njarðvík a Ytri Njarðvík (vnitřní i vnější Njarðvík). Co se týče památek, tak ve staré části města se nachází kamenný kostel postavený v roce 1886, podobné památky jsou na Islandu velmi vzácné.
Co se týká podnebí, pak odpovídá umístění Islandu, tedy sever Atlantiku. Ani ty nejvyšší teploty zde nedosahují přes 15 °C a naopak nejnižší teploty bývají v lednu a pohybují se okolo −2 °C, rozdíly v teplotách tedy nejsou příliš velké.